# Agnes Waterhouse

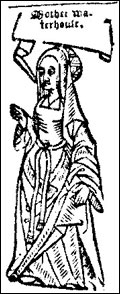
Agnes Waterhouse, bezeichnet als „Mother Waterhouse“, auf einem Holzschnitt (1566)

Agnes Waterhouse (* um 1503; † 29. Juli 1566 in Chelmsford, England) war eine der ersten Frauen (nach anderen Quellen die erste überhaupt), die wegen Hexerei in England verurteilt und hingerichtet wurde. Sie war eine der bekanntesten als Hexen verurteilten Frauen in der Tudor-Zeit.

## Leben
Über Agnes Waterhouse’ Leben vor der Anklage ist wenig bekannt; sie lebte in Hatfield Peverel in der englischen Grafschaft Essex. Sie wurde von den Leuten „Mother Waterhouse“ genannt, was auf ihren gesellschaftlichen Status hindeutet; möglicherweise war sie eine alleinstehende Frau.

### Vorgeschichte
Die Engländer des 16. Jahrhunderts waren fasziniert, aber auch verängstigt vom Thema Hexerei. Die katholische Inquisition hatte seit der Reformation durch Heinrich VIII. in England keine Macht, da er selbst das Oberhaupt der anglikanischen Kirche bzw. der Church of England wurde. Die Hexerei war jedoch weiterhin verboten und ein Zuwiderhandeln wurde streng bestraft.
1441 fand der erste aufgezeichnete Prozess wegen Hexerei statt. Die Herzogin von Gloucester, Eleanor Cobham, wurde beschuldigt, den angeblichen Zauberer Roger Bolingbroke und die weise Frau Margery Jourdemain beauftragt zu haben, Heinrich VI. durch Zauberei zu töten. Bolingbroke wurde des Hochverrats für schuldig befunden und gehängt, ausgeweidet und gevierteilt. Jourdemain wurde schuldig gesprochen, Zauberei benutzt und Hochverrat gegenüber dem König begangen zu haben, und wurde als Hexe verbrannt. Eleonor Cobham gestand, sie habe die beiden angeheuert, nicht um den König zu töten, sondern nur, um ein Kind zu bekommen. Aufgrund ihres hohen Status wurde sie nur geringfügig verurteilt. In England wurde nach diesem Prozess bis ins Jahr 1566 niemand wegen Hexerei zum Tode verurteilt.

### Prozess
Agnes Waterhouse’ Leben änderte sich 1566, als sie mit zwei weiteren Frauen der Hexerei beschuldigt wurde. Sie war zu dem Zeitpunkt Mitte 60. Ihre 18-jährige Tochter Joan (oder Jone) wurde ebenfalls verdächtigt. Eine weitere Beteiligte namens Elizabeth Francis (oder Frauncis) war möglicherweise die jüngere Schwester von Agnes. Alle drei Frauen lebten in Hatfield Peverel und man warf ihnen vor, zusammen Magie zu praktizieren.
Der Prozess gegen die Frauen fand in Chelmsford, keine 10 Meilen von ihrem Heimatort entfernt, statt. Archidiakon Thomas Cole und Sir John Fortescue waren bei der ersten Vernehmung anwesend, bei der zweiten waren es der Attorney General for England and Wales, Sir Gilbert Gerard, und ein Richter des obersten Gerichtshofs. Durch die Anwesenheit der ranghohen Männer wurde die Wichtigkeit des Prozesses deutlich. Die Verhöre wurden später unter dem Titel The examination and confession of certaine Wytches at Chensforde veröffentlicht.
Agnes Waterhouse wurde beschuldigt, ihren Nachbarn William Fynne getötet zu haben. Zu diesem Zweck habe sie angeblich Zauberei eingesetzt, um zunächst sein Vieh zu töten und dann bei ihm Krankheiten herbeizuführen, die letztendlich seinen Tod verursachten. Waterhouse und Francis gestanden vor Gericht, während Joan Waterhouse sich der Gnade der Jury unterwarf.
Francis gab während des Prozesses an, einen weißen Kater namens Satan (oder Sathan) zu besitzen. Diesen hatte sie im Alter von 12 Jahren von ihrer Großmutter Eve bekommen, die ihr beibrachte, wie sie mit dem Tier umgehen musste; sie behielt Satan 16 Jahre bei sich. Später gab Francis den Kater an Agnes Waterhouse weiter, damit er ihr ebenfalls dienen sollte. Als Gegenleistung erhielt sie einen Kuchen.
Agnes Waterhouse gestand, dem Kater zunächst befohlen zu haben, eines ihrer Schweine zu töten, um ihr seine Macht zu demonstrieren. Als Belohnung für seine weiteren Taten bekam er einen Tropfen von ihrem Blut sowie Huhn zu fressen. Später habe sie ihm befohlen, weiteres Vieh der Dorfbewohner, mit denen sie sich nicht gut verstand, zu töten. Sie bekannte sich schuldig, bei ihrem Nachbarn William Fynne einen Anfall von Ruhr ausgelöst zu haben, an dessen Folgen er einen Monat später verstarb. Waterhouse berichtete weiterhin, dass sie den Kater aufgrund der Probleme, die dieser ihr bereitete, in einem Topf aufbewahrt und ihn später zu einer Kröte gemacht habe. Nach anderer Quelle soll er sich selbst in eine Kröte verwandelt haben.
Ihre Tochter Joan sagte, sie sei neugierig auf die Katze gewesen und wollte sie sehen, während ihre Mutter nicht im Haus war. Auch als die Katze eine Kröte war, spielte sie noch mit ihr; sie bestritt aber, das Tier benutzt zu haben, um durch es zu lernen. Sie spielte nur mit dem Tier und zeigte es dem 12-jährigen Nachbarsmädchen Agnes Brown, das aussagte, dass sie weder eine Kröte noch einen Kater gesehen hätte. Dem Kind zufolge war es ein schwarzer Hund mit Affengesicht, kurzem Schwanz und Hörnern. Sie erzählte es ihrer Tante, die sie zu einem Priester schickte, der ihr befahl, zu Jesus zu beten. Am nächsten Tag sah sie den Hund erneut. Der Hund drohte ihr mit den Worten, er würde ihr ein Messer ins Herz stoßen und sie sterben lassen. Eines der belastenden Beweisstücke war Browns Bericht, dass der Hund bei der Frage, wer sein „Frauchen“ sei, mit dem Kopf in Richtung Waterhouse’ Haus wedelte. Brown bat Waterhouse, dem Hund zu befehlen, sie in Ruhe zu lassen, doch Waterhouse gestand, keine Macht über das Tier zu haben. Für die Richter besagte das Erzählte, dass Agnes Waterhouse Zauberei angewendet hatte, um das junge Mädchen zu verletzen und dass sie die ihr vorgeworfenen Taten begangen hatte.
Joan Waterhouse wurde angeklagt, Agnes Brown verhext zu haben, da deren rechter Arm und rechtes Bein am 21. Juli schwach wurden. Joan wurde letztendlich aber nicht schuldig gesprochen.
Agnes Waterhouse gestand nach den Befragungen, so dass kein langwieriger Prozess nötig war. Sie gestand, sie habe die Katze geschickt, um ihren anderen Nachbarn namens Wardol zu verletzen und sein Eigentum zu beschädigen. Sein religiöser Glaube sei angeblich zu stark gewesen, deswegen habe sie bei ihm keinen Erfolg gehabt. Und sie habe immer auf Latein gebetet, nicht auf Englisch, denn Satan habe ihr verboten, Englisch zu sprechen. Waterhouse wurde wenige Tage später am 29. Juli 1566 gehängt.
Elizabeth Francis entkam der Hinrichtung. Ob es daran lag, dass sie einflussreiche Freunde hatte oder ob sie die Jury umstimmen konnte, ist ungewiss. Allerdings wurde sie später beschuldigt, eine Frau verhext zu haben, die zehn Tage lang krank war. Sie plädierte auf unschuldig, doch sie wurde zu einer Gefängnisstrafe verurteilt und musste viermal am Pranger stehen. 1579 wurde Francis erneut angeklagt; diesmal konnte sie sich nicht retten, auch sie wurde gehängt.
In Folge ihrer Hinrichtung wurde Agnes Waterhouse in ganz Europa zur Ikone gegen eine unfaire Handlung. Sie erscheint als eine der faszinierendsten Frauen, die als Hexe verurteilt wurde. Der letzte Hexenprozess in England fand 1712 statt. Hexen und Hexerei waren in England aber weiterhin beliebte Themen, trotz der Prozesse und der schrecklichen Auswirkungen.

## Moderne Rezeption
Viele Jahrzehnte nach ihrem Tod wurden Volksgeschichten über Agnes Waterhouse geschrieben. Ihr Charakter kommt in einer Reihe von Büchern, Filmen und Fernsehserien vor, darunter die britische Krimiserie Inspector Barnaby (Midsomer murderers).
Judy Chicago widmete Agnes Waterhouse eine Inschrift auf den dreieckigen Bodenfliesen des Heritage Floor ihrer Installation The Dinner Party. Die mit dem Namen Alice Waterhouse beschrifteten Porzellanfliesen sind dem Platz mit dem Gedeck für Petronilla de Meath zugeordnet.